# Lyssa docile
Lyssa docile är en fjärilsart som beskrevs av Butler 1877. Lyssa docile ingår i släktet Lyssa och familjen Uraniidae. Inga underarter finns listade i Catalogue of Life.